# Disco Volante (travhäst)
För andra betydelser, se Disco Volante.
Disco Volante, född 23 april 2013, är en svensk varmblodig travhäst. Han tränas av Stefan Melander och körs oftast av Ulf Ohlsson. Hans skötare är Jenny Gustavsson.
Disco Volante började tävla i maj 2016 och tog första segern redan i debuten. Han var obesegrad i sina sju första felfria starter. Han har till februari 2022 sprungit in 5,7 miljoner kronor på 92 starter varav 33 segrar, 7 andraplatser och 5 tredjeplatser. Han har tagit karriärens hittills största segrar i Gulddivisionens final (mars 2020, mars 2021) och Färjestads Jubileumslopp (2022). Han har även kommit på andraplats i Prins Carl Philips Jubileumspokal (2018), Silverdivisionens final (nov, dec 2018) och Gran Premio Lotteria (2019). Han har tagit 14 V75-segrar varav tio segrar i Gulddivisionen. Han har deltagit i Elitloppet två gånger (2019, 2020).
Han innehar det absoluta banrekordet (1.11,0) på Umåkers travbana.
Disco Volantes namn är taget från Bondfilmen Åskbollen, där skurken Emilio Largos båt heter Disco Volante.

## Karriär

### Tiden som unghäst
Disco Volante köptes som ettåring av Stall Courant som ägs av Unibet-grundaren Anders Ström. Han började tävlingskarriären hos tränare Marcus Lindgren, verksam vid Halmstadtravet. Han gjorde tävlingsdebut och tog sin första seger den 12 maj 2016 på Åbytravet i ett lopp där han kördes av Johan Untersteiner. Han segrade med fem längder från ledningen, närmast före Rajesh Face. I nästa start diskvalificerades han efter att ha galopperat bort sina möjligheter. Han tog sin andra seger i karriärens tredje start den 20 september 2016 på Jägersro. Återigen segrade han från ledningen. Därefter följde ytterligare två segrar. Den sista starten för säsongen 2016 gjorde han i ett treåringslopp på hemmabanan i Halmstad den 7 november. I loppet diskvalificerades han för galopp samt fick tiodagars startförbud för orent trav.
Inför säsongen 2017 flyttades den unge talangen Disco Volante från Lindgren till tränare Stefan Melander, verksam utanför Enköping. Den 10 mars 2017 på Solvalla debuterade han i Melanders regi och kördes av Örjan Kihlström, men diskvalificerades i loppet på grund av galopp. I nästa start den 24 mars på Solvalla tog han första segern hos Melander, då han segrade från ledningen. Därefter gjorde han den 16 april sin första start på V75 när han startade i ett Klass II-försök på Romme travbana. Han var favoritspelad i loppet men diskvalificerades efter att ha galopperat.
Mellan april och juli 2017 hade han ett kortare tävlingsuppehåll. Han gjorde comeback med en seger i ett fyraåringslopp på Örebrotravet den 13 juli 2017. Inför detta lopp hade han även fått en ny ordinariekusk i Ulf Ohlsson. Ekipaget tog sin andra raka seger tillsammans den 9 augusti på Solvalla. Nästa start gjordes den 23 augusti i ett uttagningslopp till finalen av Svenskt Travderby på Jägersro. Han slutade oplacerad och kvalificerade sig därmed inte för den prestigefyllda Derbyfinalen. Denna förlust bröt Disco Volantes svit att vara obesegrad i alla sina felfria lopp sedan tävlingsdebuten. Totalt var han obesegrad i sina sju första felfria starter. Han deltog även i ett uttagningslopp till Grand Prix l'UET den 20 september, men galopperade och slutade oplacerad. Säsongen avslutades med två raka segrar. Först den 12 november på Sundbyholms travbana i vad som var hans första V75-seger och sedan den 13 december i Gunnar Nordins Lopp på Solvalla.

### Genombrottet 2018

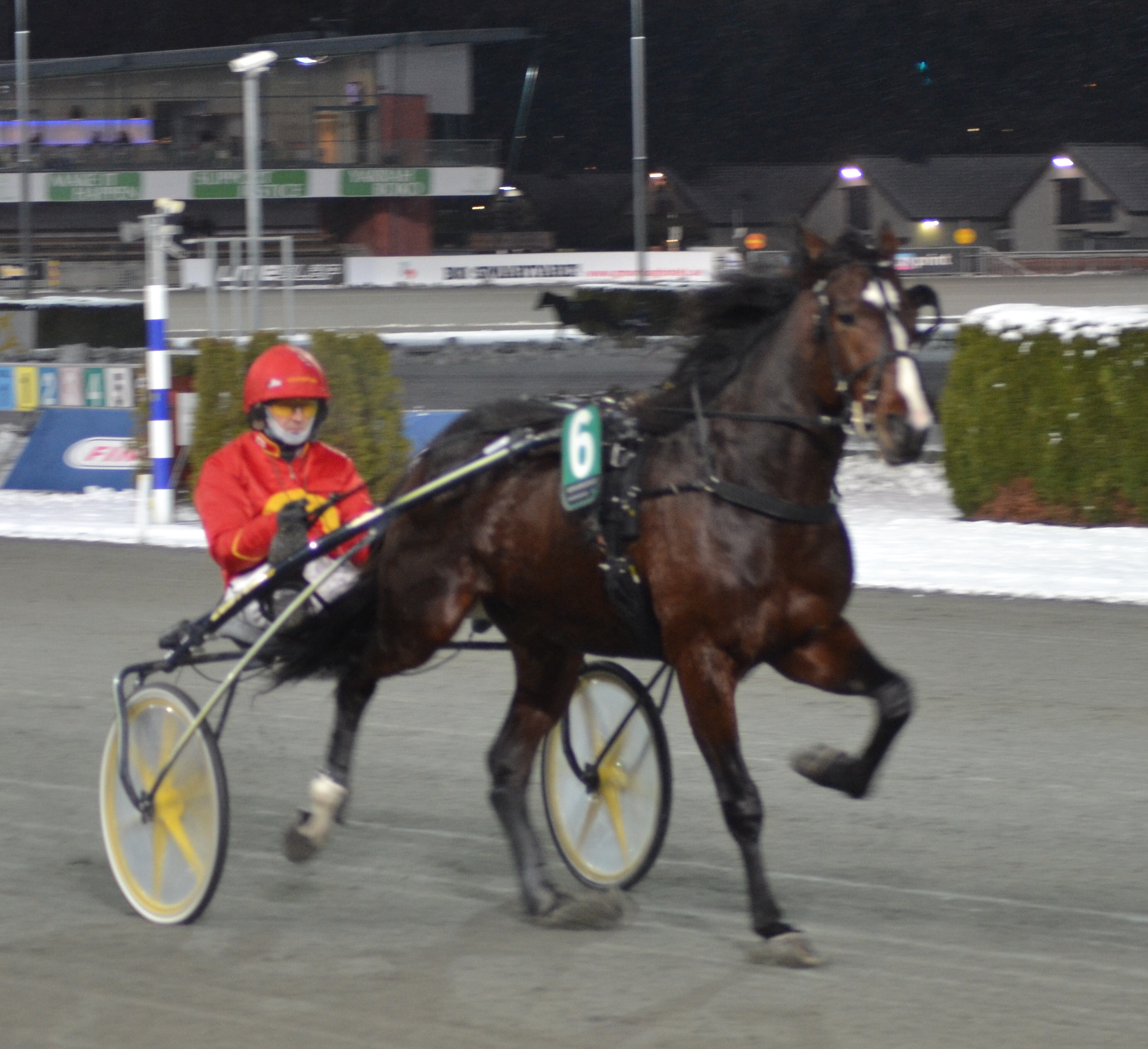
Disco Volante inför Gunnar Nordins lopp den 13 december 2017.

Under vintern inför säsongen 2018 togs beslutet att kastrera Disco Volante, som nu blev valack. Han årsdebuterade den 16 mars 2018 på Bollnästravet med Ulf Ohlsson i sulkyn. Han segrade direkt i årsdebuten med fem längder från ledningen. Säsongens andra start gjordes i Prins Carl Philips Jubileumspokal den 30 mars, där han kom på andraplats bakom Pastore Bob. Årets andra seger togs i den tredje starten den 21 april i ett försökslopp av Bronsdivisionen på Umåkers travbana. Vinnartiden skrevs till 1.11,0 över distansen 1640 meter, vilket innebar att han satte nytt absolut banrekord på Umåker.
Han segrade i ett försökslopp av Bronsdivisionen på Gävletravet den 19 maj 2018, under samma tävlingsdag som H.K.H. Prins Daniels Lopp. Detta på nytt personligt rekord med tiden 1.09,9 över sprinterdistans, från positionen utvändigt om ledaren. Med denna seger passerade han även en miljon kronor insprunget. Under lördagen av Elitloppshelgen 2018 startade han i Bronsdivisionens final. Han var spelad till favorit i loppet, men slutade oplacerad efter att ha startgalopperat. Han startade i sin andra raka final i Bronsdivisionen den 30 juni, men slutade återigen oplacerad efter att ha startgalopperat. Den 8 september segrade han i ett försök av Silverdivisionen. Under Breeders' Crown-helgen i november 2018 på Sundbyholm kom han trea i Silverdivisionen, efter att ha tagit ledningen från spår 8. Därefter tog han en andraplats i Silverdivisionens final den 24 november. Även i Silverfinalen den 26 december kom han på andraplats, slagen av Olle Rols.

### Högsta eliten
Under 2019 utvecklades han till en häst i den högsta svenska eliten. Han inledde året med att segra i Silverdivisionen den 5 januari på Bergsåker. Med strax över 1,8 miljoner kronor insprunget var han nu uppe i den högsta divisionen, Gulddivisionen. Han gjorde sin första start i Gulddivisionen den 19 januari 2019 på Solvalla, och slutade fyra i loppet.
Den 1 maj 2019 deltog han i Italiens största sprinterlopp, Gran Premio Lotteria på Ippodromo Agnano i Neapel. Han vann sitt kvalheat och kvalificerade sig till final, där han blev tvåa bakom Bel Avis. Den 15 maj 2019 blev han inbjuden till att delta i årets upplaga av Elitloppet, som kördes den 26 maj på Solvalla. Han kördes av Jorma Kontio och startade i det första försöket som vanns av Readly Express. Disco Volante blev oplacerad och kvalificerade sig därmed inte för final.
Han inledde 2020 med att segra från utvändigt om ledaren i Gulddivisionen den 4 januari på Jägersro, vilket också var hans första seger i Gulddivisionen. Redan i nästa start, den 25 januari, tog han sin andra raka seger i Gulddivisionen (Mälarpriset). Den 29 februari 2020 tog han sin tredje seger i Gulddivisionen. Han segrade även i Gulddivisionens final den 28 mars 2020 på Solvalla. Disco Volante var bäst i Sverige under första kvartalet 2020. Han tog fem segrar i Gulddivisionen mellan januari och mars 2020, och fyra raka segrar mellan februari och april 2020.
Den 25 april 2020 deltog Disco Volante i Paralympiatravets final som en av förhandsfavoriterna. Han slutade på sjundeplats efter att ha startgalopperat. Disco Volante deltog också i 2020 års upplaga av Elitloppet, vilket var hans andra raka Elitlopp. Han diskvalificerades i försöket efter att ha startgalopperat. Han kom på fjärdeplats i Kalmarsundspokalen den 21 juni 2020.
Under vintern 2020/21 var Disco Volante tillbaka i storform. Den 11 november 2020 segrade Disco Volante med sju längder i den första upplagan av Nuncios Lopp vilket var en hyllning till hans tidigare stallkamrat Nuncio. Han segrade även i Gösta Nordins Lopp den 16 december 2020. Han tog två raka segrar i Gulddivisionen i januari 2021, den 9 januari på Bergsåker och den 23 januari på Bollnästravet. Disco Volante tog sedan karriärens andra finalseger i Gulddivisionen den 27 mars 2021. Under Elitloppshelgen 2021 deltog Disco Volante i Elitsprintern men slutade oplacerad. Han var i det loppet inblandad i hela Elitloppshelgens snabbaste öppning då han i starten försökte ta sig förbi invändige Night Brodde.
Den 22 januari 2022 segrade Disco Volante i Färjestads Jubileumslopp och tog karriärens 14:e V75-seger.

## Statistik
| Statistik för Disco Volante (Ref.) | Statistik för Disco Volante (Ref.) | Statistik för Disco Volante (Ref.) | Statistik för Disco Volante (Ref.) | Statistik för Disco Volante (Ref.) | Statistik för Disco Volante (Ref.) |
| ---------------------------------- | ---------------------------------- | ---------------------------------- | ---------------------------------- | ---------------------------------- | ---------------------------------- |
| Starter                            | Placeringar                        | Startprissumma                     | Segerprocent                       | Platsprocent                       | Rekord                             |
| 92                                 | 33-7-5                             | 5 726 665 kr                       | 36 %                               | 49 %                               | 09,9ak, 09,9aak, 10,9am, 13,5al    |

### Löpningsrekord
| Datum           | Bana     | Lopp                      | Tid    | Distans | Startmetod           | Kusk        |
| --------------- | -------- | ------------------------- | ------ | ------- | -------------------- | ----------- |
| 22 maj 2021     | Gävle    | H.K.H. Prins Daniels Lopp | 1.09,9 | 1 609 m | amerikansk autostart | Ulf Ohlsson |
| 19 maj 2018     | Gävle    | Bronsdivisionen, försök   | 1.09,9 | 1 640 m | autostart            | Ulf Ohlsson |
| 28 mars 2020    | Solvalla | Gulddivisionens final     | 1.10,9 | 2 140 m | autostart            | Ulf Ohlsson |
| 12 oktober 2019 | Åby      | Svenskt Mästerskap        | 1.13,5 | 2 640 m | autostart            | Ulf Ohlsson |